# Huisseau-sur-Mauves
Pour les articles homonymes, voir Huisseau et Mauves (homonymie).
Huisseau-sur-Mauves est une commune française, située dans le département du Loiret en région Centre-Val de Loire.

## Géographie

### Localisation

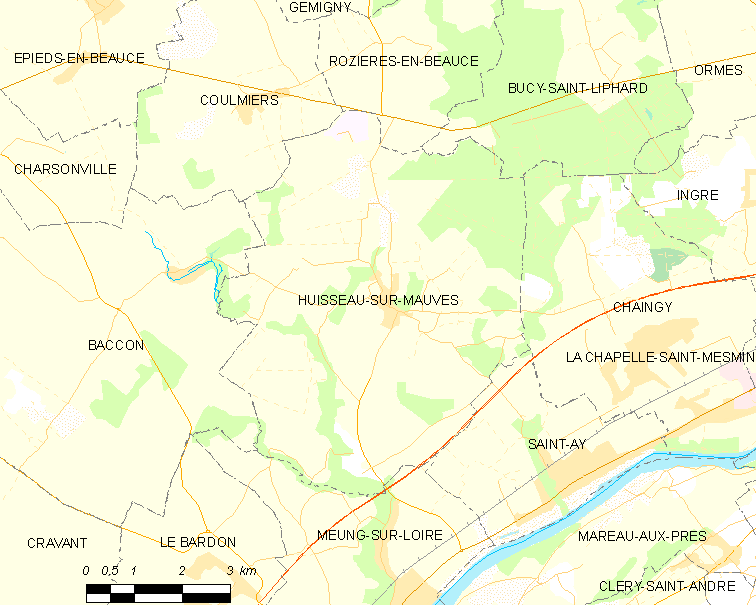
Carte de la commune de Huisseau-sur-Mauves et des communes limitrophes.

La commune de Huisseau-sur-Mauves se trouve à l'extrémité ouest du département du Loiret, dans la région agricole de la Beauce de Patay et l'aire urbaine d'Orléans.  À vol d'oiseau, elle se situe à 15,2 km  d'Orléans, préfecture du département, et à 7,2 km de Meung-sur-Loire, ancien chef-lieu du canton dont dépendait la commune avant mars 2015. La commune fait partie du bassin de vie d'Orléans.
Les communes les plus proches sont : Chaingy (5,2 km), Saint-Ay (5,2 km), Coulmiers (5,3 km), Rozières-en-Beauce (5,7 km), Baccon (5,7 km), Le Bardon (6,6 km), Bucy-Saint-Liphard (6,6 km), Meung-sur-Loire (7,2 km), Gémigny (8 km) et Mareau-aux-Prés (8,7 km).

### Lieux-dits et écarts
Les Caillots, Petit-Pré, le Creux, le Pater, Préau, Brasset

### Géologie et relief

#### Géologie
La commune se situe dans le sud du Bassin parisien, le plus grand des trois bassins sédimentaires français. Cette vaste dépression, occupée dans le passé par des mers peu profondes et des lacs, a été comblée, au fur et à mesure que son socle s’affaissait, par des sables et des argiles, issus de l’érosion des reliefs alentours, ainsi que des calcaires d’origine biologique, formant ainsi une succession de couches géologiques.
Les couches affleurantes sur le territoire communal sont constituées de formations superficielles du Quaternaire et de roches sédimentaires datant du Cénozoïque, l'ère géologique la plus récente sur l'échelle des temps géologiques, débutant il y a 66 millions d'années. La formation la plus ancienne est du calcaire de Pithiviers remontant à l’époque Miocène de la période Néogène. La formation la plus récente est des alluvions récentes des lits mineurs remontant à l’époque Holocène de la période Quaternaire. Le descriptif de ces couches est détaillé dans  les feuilles « n°362 - Patay » et « n°397 - Beaugency » de la carte géologique au 1/50 000ème du département du Loiret, et leurs notices associées,.

Carte géologique de la commune.

|  | Fz : | alluvions récentes des lits mineurs, Holocène                     |
|  | FC : | alluvions et colluvions du fond des vallées secondaires, Holocène |

|  | qOE : | Limons et Loess, Quaternaire |

|  | m2MSO : | marnes et sables de l'Orléanais, Burdigalien    |
|  | m2MCO : | marnes et calcaires de l'Orléanais, Burdigalien |
|  | m1CPi : | calcaire de Pithiviers, Aquitanien              |

#### Relief
La superficie cadastrale de la commune publiée par l’Insee, qui sert de références dans toutes les statistiques, est de 37,16 km2,. La superficie géographique, issue de la BD Topo, composante du Référentiel à grande échelle produit par l'IGN, est quant à elle de 37,06 km2. Son relief est relativement plat puisque la dénivelée maximale atteint 26 mètres. L'altitude du territoire varie entre 95 m et 121 m.

### Hydrographie

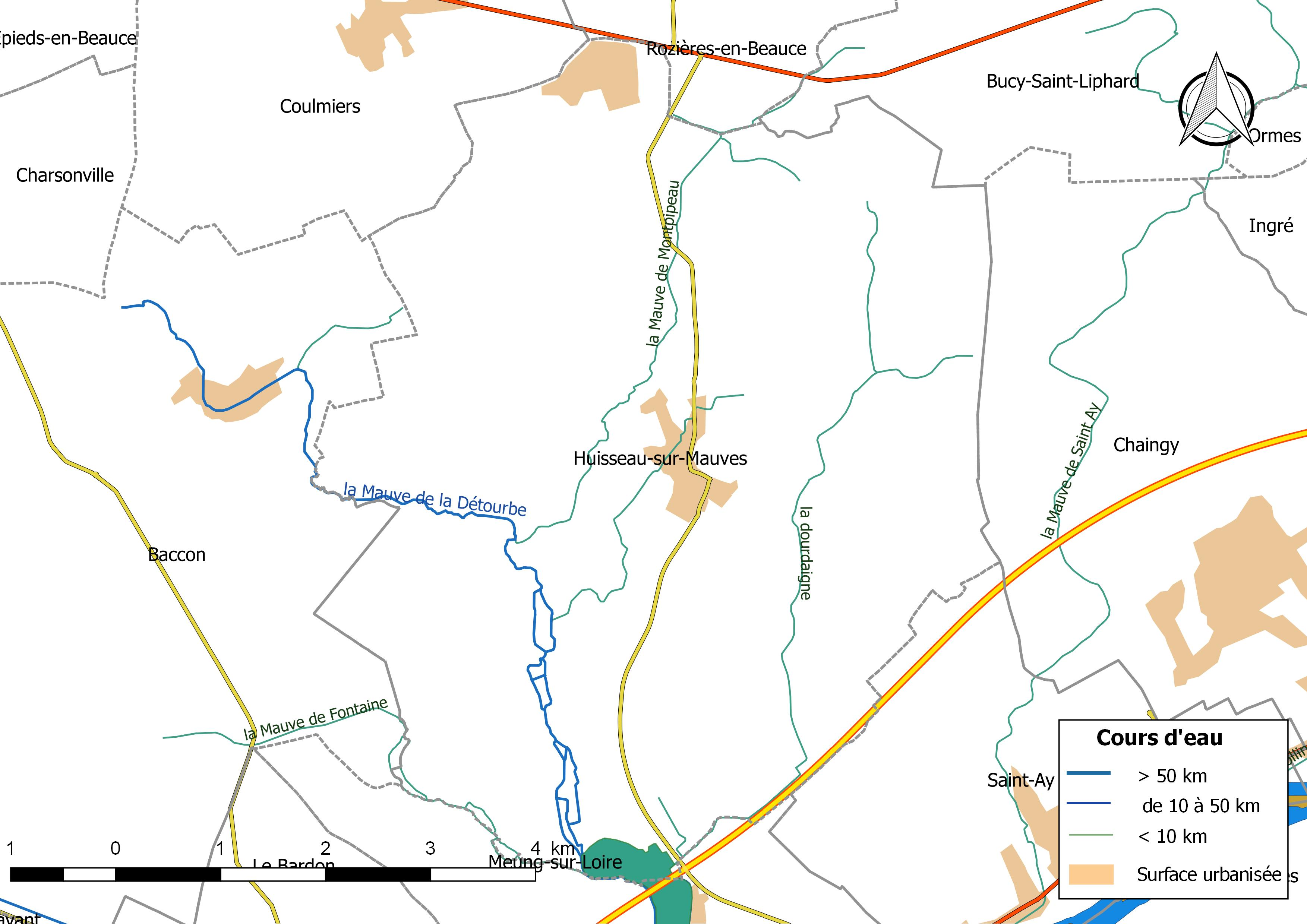
Réseau hydrographique de Huisseau-dur-Mauves.

Le réseau hydrographique communal, d'une longueur totale de 31,68 km, comprend un cours d'eau notable, la Mauve de la Détourbe (6,367 km), et divers petits cours d'eau dont la Dourdaigne (6,347 km), la Mauve de Fontaine (1,767 km) et la Mauve de Montpipeau (5,042 km)
.
La Mauve de la Détourbe, d'une longueur totale de 17,6 km, prend sa source dans la commune de Baccon et se jette  dans la Loire à Baule, en coulant du nord au sud et après avoir traversé 4 communes
.
La station de Meung-sur-Loire permet de caractériser l'ensemble des paramètres hydrométriques du cours d'eau des Mauves. Le débit mensuel moyen (calculé sur 13 ans pour cette station) varie de 0,71 m3/s au mois de septembre  à 1,5 m3/s au mois de février. Le pic de débit observé sur cette station est de 12,70 m3/s le 1er juin 2016, la hauteur maximale relevée a été de 1,99 m ce même jour,.
Ce cours d'eau est également classé dans la liste 1 au titre de l'article L. 214-17 du code de l'environnement sur le Bassin Loire-Bretagne. Ce classement est réservé aux  des cours d'eau qui sont en très bon état écologique, ou identifiés par les SDAGE des eaux comme jouant le rôle de réservoir biologique nécessaire au maintien ou à l'atteinte du bon état écologique des cours d'eau d'un bassin versant, ou dans lesquels une protection complète des poissons migrateurs est nécessaire. Aucune autorisation ou concession ne peut être accordée pour la construction de nouveaux ouvrages s'ils constituent un obstacle à la continuité écologique et le renouvellement de la concession ou de l'autorisation des ouvrages existants est subordonné à des prescriptions permettant de maintenir le très bon état écologique des eaux. Sur le plan piscicole, ce cours d'eau est classé en deuxième catégorie piscicole. L'espèce biologique dominante est constituée essentiellement de poissons blancs (cyprinidés) et de carnassiers (brochet, sandre et perche). Depuis les années 1990 ce type de rivières est également peuplé de silures.
Dès le VIe siècle, les Mauves, dont les courants émanent des sources de la nappe phréatique de Beauce, ont été aménagés afin d'assainir les marécages. Le premier moulin aurait été bâti à Meung-sur-Loire sous l'impulsion du moine Liphard, retiré à Meung avec ses disciples. À partir du XIIe siècle, les premiers moulins hydrauliques apparaissent. Ils appartiennent alors aux seigneurs locaux ou à des communautés religieuses.  Dès 1585, les moulins à eau sont régis par une réglementation générale applicable à la rivière, qui est actualisée par une ordonnance royale de 1787, amendée en 1854, 1889 et 1890. Cette réglementation reste en vigueur jusqu'en 2013 où elle est remplacée par un arrêté du règlement d'eau des moulins du bassin des Mauves. Aujourd'hui, parmi les trente-sept moulins encore visibles sur les Mauves, six sont localisés sur la commune de Huisseau-sur-Mauves : les moulins de La Roche, de Flix (activité arrêtée vers 1970), de Ponceau, de Pater, de Prélefort et de Rondonneau (activité arrêtée vers 1939).

### Climat
Pour des articles plus généraux, voir Climat du Centre-Val de Loire et Climat du Loiret.
En 2010, le climat de la commune est de type climat océanique dégradé des plaines du Centre et du Nord, selon une étude du CNRS s'appuyant sur une série de données couvrant la période 1971-2000. En 2020, Météo-France publie une typologie des climats de la France métropolitaine dans laquelle la commune est exposée à un climat océanique altéré et est dans la région climatique Moyenne vallée de la Loire, caractérisée par une bonne insolation (1 850 h/an) et un été peu pluvieux.
Pour la période 1971-2000, la température annuelle moyenne est de 10,9 °C, avec une amplitude thermique annuelle de 15,2 °C. Le cumul annuel moyen de précipitations est de 666 mm, avec 10,8 jours de précipitations en janvier et 7,4 jours en juillet. Pour la période 1991-2020, la température moyenne annuelle observée sur la station météorologique de Météo-France la plus proche, « Orléans - Bricy », sur la commune de Bricy à 13 km à vol d'oiseau, est de 11,7 °C et le cumul annuel moyen de précipitations est de 635,5 mm,. Pour l'avenir, les paramètres climatiques de la commune estimés pour 2050 selon différents scénarios d'émission de gaz à effet de serre sont consultables sur un site dédié publié par Météo-France en novembre 2022.

### Milieux naturels et biodiversité
L’inventaire des zones naturelles d'intérêt écologique, faunistique et floristique (ZNIEFF) a pour objectif de réaliser une couverture des zones les plus intéressantes sur le plan écologique, essentiellement dans la perspective d’améliorer la connaissance du patrimoine naturel national et de fournir aux différents décideurs un outil d’aide à la prise en compte de l’environnement dans l’aménagement du territoire. Le territoire communal de Huisseau-sur-Mauves ne comprend pas de  ZNIEFF.

## Urbanisme

### Typologie
Au 1er janvier 2024, Huisseau-sur-Mauves est catégorisée commune rurale à habitat dispersé, selon la nouvelle grille communale de densité à sept niveaux définie par l'Insee en 2022.
Elle est située hors unité urbaine. Par ailleurs la commune fait partie de l'aire d'attraction d'Orléans, dont elle est une commune de la couronne,. Cette aire, qui regroupe 136 communes, est catégorisée dans les aires de 200 000 à moins de 700 000 habitants,.

### Occupation des sols
L'occupation des sols de la commune, telle qu'elle ressort de la base de données européenne d’occupation biophysique des sols Corine Land Cover (CLC), est marquée par l'importance des territoires agricoles (73,4 % en 2018), une proportion sensiblement équivalente à celle de 1990 (73,3 %). La répartition détaillée en 2018 est la suivante : 
terres arables (70,5 %), forêts (24,3 %), zones agricoles hétérogènes (2,9 %), zones urbanisées (1,3 %), espaces verts artificialisés, non agricoles (1,1 %).
L'évolution de l’occupation des sols de la commune et de ses infrastructures peut être observée sur les différentes représentations cartographiques du territoire : la carte de Cassini (XVIIIe siècle), la carte d'état-major (1820-1866) et les cartes ou photos aériennes de l'IGN pour la période actuelle (1950 à aujourd'hui).

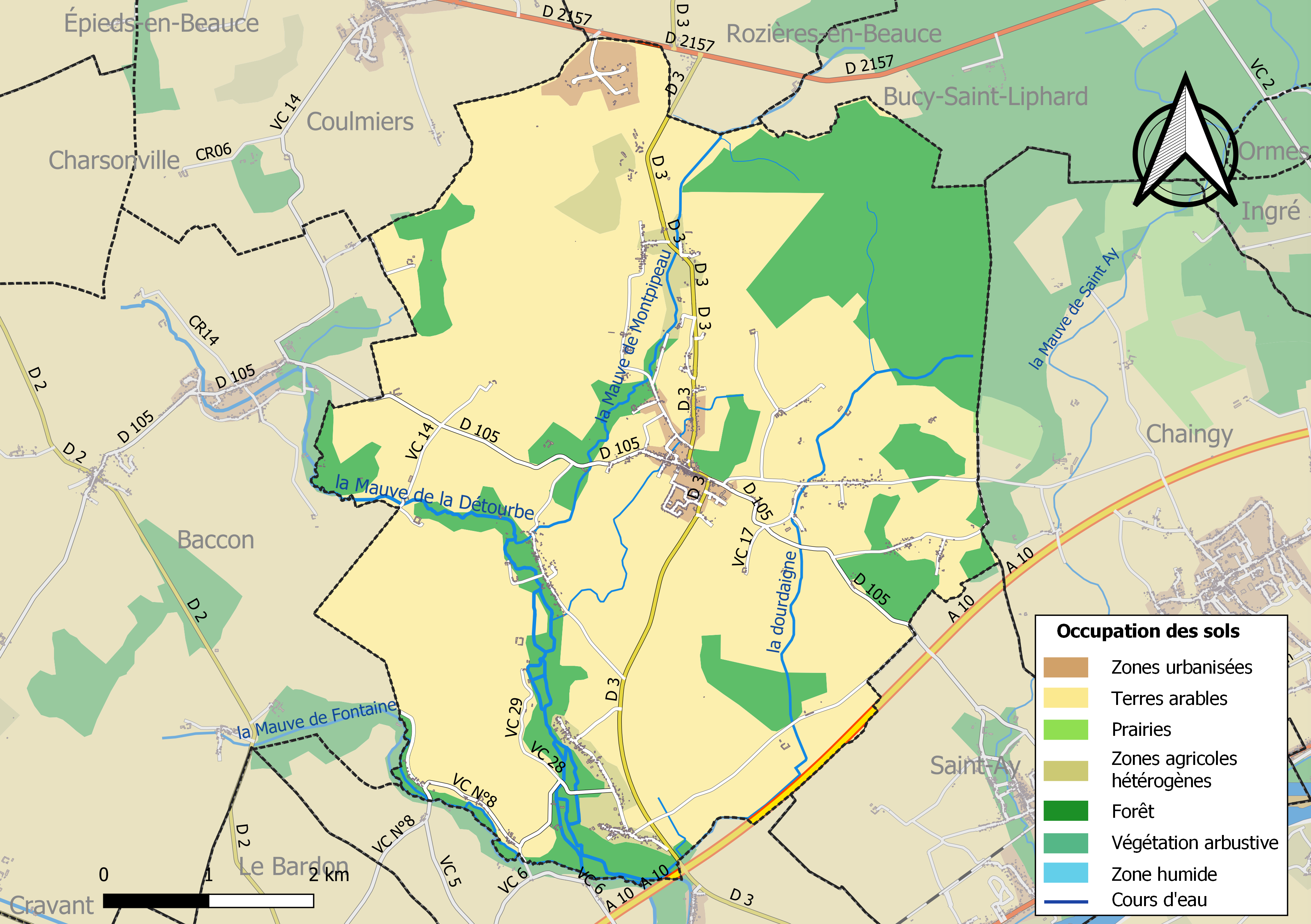
Carte des infrastructures et de l'occupation des sols de la commune en 2018 (CLC).
Carte orthophotographique de la commune en 2016.

### Planification

#### Plan d'occupation des sols
La commune prescrit l'élaboration d'un plan d'occupation des sols en mai 1975. Le document est approuvé en septembre 1981 et révisé en mai 1991.
La loi relative à la solidarité et au renouvellement urbains du 13 décembre 2000, dite loi SRU, complétée par la loi urbanisme et habitat du 2 juillet 2003, marque une évolution de la planification urbaine en créant notamment les plans locaux d’urbanisme (PLU), vecteurs de projets de territoire, appelés à se substituer progressivement aux plans d’occupation des sols. Le PLU contient deux éléments nouveaux par rapport au POS : le plan d'aménagement et de développement durable (PADD), qui exprime le projet de la ville par des orientations générales en matière d'urbanisme, de développement, d'équipement et de préservation de l'environnement et les orientations d'aménagement et de programmation (OAP) qui correspondent à des zooms qui peuvent porter sur des quartiers ou secteurs à mettre en valeur, réhabiliter, restructurer ou aménager, ou sur l'aménagement d'un espace public, etc. Dans ce cadre le conseil municipal prescrit l'élaboration d'un plan local d'urbanisme le 12 octobre 2002. Après l'enquête publique qui s'est déroulée en janvier 2008, le document est approuvé le 23 février 2008,.

#### Documents d'orientations intercommunaux
La commune est membre du Pays Loire Beauce, qui regroupe 38 communes. En 2012 les Pays Forêt d'Orléans Val de Loire, Loire Beauce et Pays Sologne Val-sud sont les seuls territoires du département du Loiret ne disposant pas de schéma de cohérence territoriale (SCoT). Compte tenu  de l'intérêt de cet outil pour l'avenir des territoires, les élus de ces pays décident d'engager une démarche commune d'élaboration de SCOT. Le comité syndical du Pays Loire Beauce se prononce majoritairement en janvier 2013 pour prendre la compétence  « Elaboration, gestion et suivi du Schéma de Cohérence Territoriale » dans ses statuts. Le périmètre de SCoT à l'échelle des 38 communes composant le Pays Loire Beauce est arrêté par le Comité Syndical le 26 juin 2013. Les trois SCoT sont lancés officiellement et simultanément à La Ferté-Saint-Aubin le 21 juin 2014, l'assistance à maîtrise d'ouvrage étant confiée à un seul bureau d'études. Après étude et concertation de 2014 à 2017, le document doit être approuvé en 2018.

### Voies de communication et transports

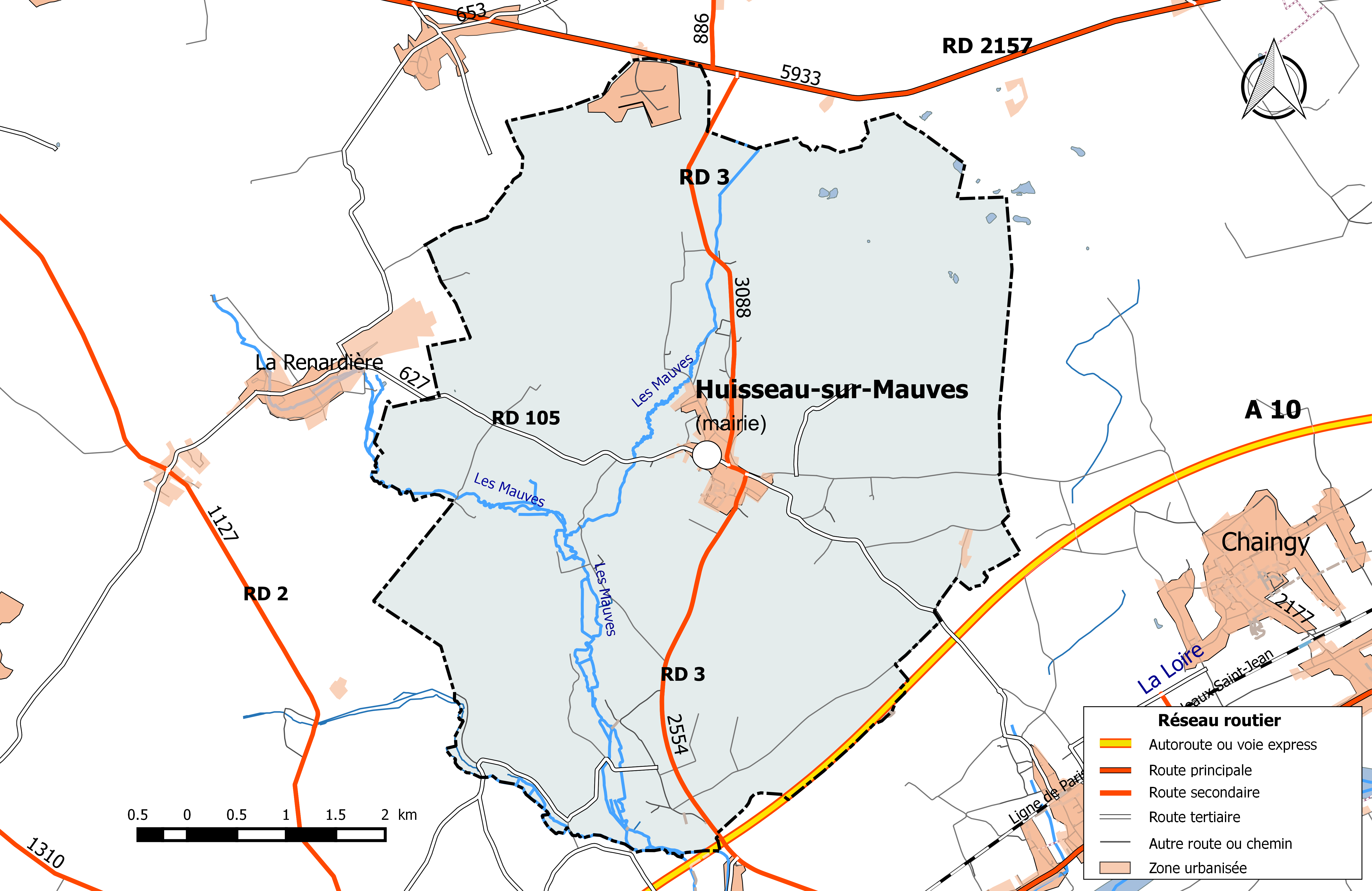
Réseau routier principal de la commune de Huisseau-sur-Mauves (avec indication du trafic routier 2014).

#### Infrastructures routières
La commune est traversée par deux routes départementales : la RD 3 et la RD 105. Elle est longée au sud par l'autoroute A10 et au nord par la RD2157.
L'autoroute A10, dite « L'Aquitaine », relie Paris à Bordeaux (au niveau de sa rocade) via Orléans, Tours, Poitiers et Niort.  Elle longe la limite territoriale sud de la commune, mais n'a aucun échange avec son territoire (la RD 3 franchit l'autoroute par un passage supérieur). L'accès le plus proche à cette autoroute est le diffuseur de Meung-sur-Loire, situé à 10 km et constituant la sortie n°15.
La route départementale 2157, qui relie Orléans à Charsonville dans le Loiret, est l'ancienne route nationale 157 qui, à sa création, en 1824, succède à la Route impériale 174 et relie Blois à Laval. En 2005, elle est déclassée dans sa totalité et transférée au département du Loiret par arrêté préfectoral du 22 décembre 2005, consécutivement au décret du 5 décembre 2005 qui définit la nouvelle consistance du réseau routier national. Cet axe supporte en 2014 un trafic de 5 933 véhicules/jour au droit de la commune.
La RD 3, qui relie Meung-sur-Loire à Rozières-en-Beauce et traverse le bourg du nord au sud avec la dénomination de rue de Patay au nord, puis de rue Boussier au sud, supporte en 2014 un trafic de 3 088 véhicules/jour au nord du bourg et de 2 554 véhicules/jour. La RD 105 (371 véhicules/jour), qui constitue la rue du Parc dans la traversée du bourg et traverse la commune d'est en ouest, relie quant à elle la commune à Baccon.
Complétant ces voies, la commune est sillonnée de plusieurs voies communales et chemins ruraux desservant ses fermes et hameaux et les bourgs environnants.

#### Transports en commun routiers
En 2016, Huisseau-sur-Mauves est desservie par la ligne régulière n°9 du réseau d'autocars interurbains Ulys qui relie Beaugency - Meung-sur-Loire - Saint Ay - Chaingy - Orléans. Des correspondances SNCF sont assurées à la gare d'Orléans et TAO et Transbeauce à la Gare routière d'Orléans. À compter du 1er janvier 2017, la compétence des services de transports routiers interurbains, réguliers et à la demande est transférée des départements aux régions, et donc localement du département du Loiret à la région Centre-Val de Loire, consécutivement à la loi NOTRe du 7 août 2015.

### Risques naturels et technologiques
La commune d'Huisseau-sur-Mauves est vulnérable à différents aléas naturels : climatiques (hiver exceptionnel ou canicule), mouvements de terrains ou sismique (sismicité très faible). Elle est également exposée à deux risques technologiques : le risque nucléaire et le risque de transport de matières dangereuses. 
Entre 1989 et 2019, neuf arrêtés ministériels ayant porté reconnaissance de catastrophe naturelle ont été pris pour le territoire de la commune  : deux  pour des inondations et coulées de boues et sept pour des mouvements de terrains.

#### Risques naturels
Le territoire de la commune peut être concerné par un risque d'effondrement de cavités souterraines non connues. Une cartographie départementale de l'inventaire des cavités souterraines et des désordres de surface a été réalisée. Il a été recensé sur la commune plusieurs effondrements de cavités.
Par ailleurs le sol du territoire communal peut faire l'objet de mouvements de terrain liés à la sécheresse. Le phénomène de retrait-gonflement des argiles est la conséquence d'un changement d'humidité des sols argileux. Les argiles sont capables de fixer l'eau disponible mais aussi de la perdre en se rétractant en cas de sécheresse. Ce phénomène peut provoquer des dégâts très importants sur les constructions (fissures, déformations des ouvertures) pouvant rendre inhabitables certains locaux. Celui-ci a particulièrement affecté le Loiret après la canicule de l'été 2003. Une grande partie est du territoire de la commune est soumise à un aléa « fort » face à ce risque, selon l'échelle définie par le Bureau de recherches géologiques et minières (BRGM).
Depuis le 22 octobre 2010, la France dispose d’un nouveau zonage sismique divisant le territoire national en cinq zones de sismicité croissante. La commune, à l’instar de l’ensemble du département,  est concernée par un risque très faible.

#### Risques technologiques
Dans le domaine des risques technologiques, une partie du territoire de la commune peut être concernée par le risque nucléaire. En cas d’accident grave, certaines installations nucléaires sont en effet susceptibles de rejeter dans l’atmosphère de l’iode radioactif. Or la commune se situe partiellement à l'intérieur du périmètre de 20 km du Plan particulier d'intervention de la centrale nucléaire de Saint-Laurent-des-Eaux. À ce titre les habitants de la commune, comme tous ceux résidant dans le périmètre proche de 20 km de la centrale ont bénéficié, à titre préventif, d'une distribution de comprimés d’iode stable dont l’ingestion avant rejet radioactif permet de pallier les effets sur la thyroïde d’une exposition à de l’iode radioactif. En cas d'incident ou d'accident nucléaire, des consignes de confinement ou d'évacuation peuvent être données et les habitants peuvent être amenés à ingérer, sur ordre du préfet, les comprimés en leur possession.
La commune est exposée au risque de transport de matières dangereuses, en raison du passage sur son territoire d'un gazoduc, d'un oléoduc exploité par la société Trapil et d'un itinéraire routier structurant supportant un fort trafic (l'autoroute A10),.

## Politique et administration

### Découpage territorial

#### Bloc communal: Commune et intercommunalités
La paroisse et bourg de Huisseau-sur-Mauves acquiert le statut de municipalité avec le  décret du 12 novembre 1789 de l'Assemblée Nationale puis celui de « commune », au sens de l'administration territoriale actuelle, par le décret de la Convention nationale du 10 brumaire an II (31 octobre 1793). Il faut toutefois attendre la loi du 5 avril 1884 sur l'organisation municipale pour qu'un régime juridique uniforme soit défini pour toutes les communes de France, point de départ de l’affirmation progressive des communes face au pouvoir central.
Aucun événement de restructuration majeure du territoire, de type suppression, cession ou réception de territoire, n'a affecté la commune depuis sa création.
La commune de Huisseau-sur-Mauves n'appartient à aucune intercommunalité à fiscalité propre jusqu'en 2011 et fait partie, à cette date, des 68 communes du Loiret dites « isolées »». La commune adhère à la communauté de communes du Val des Mauves lors de la création de cette intercommunalité le 7 décembre 2011. La commune appartient à d'autres établissements publics de coopération intercommunale, de type syndicats ou autres regroupements intercommunaux. Le découpage territorial de ces structures est en constante évolution dans une perspective de rationalisation et d'efficience des services. Depuis le 1er janvier 2017, la commune est membre de la communauté de communes des Terres du Val de Loire.

#### Circonscriptions de rattachement
Sous l'Ancien Régime, à la veille des États généraux de 1789, la paroisse de Huisseau-sur-Mauves était rattachée sur le plan ecclésiastique au diocèse d'Orléans, sur le plan judiciaire au bailliage d'Orléans , sur le plan militaire au gouvernement d'Orléans et sur le plan administratif à la généralité d'Orléans,.
La loi du 22 décembre 1789 divise le pays en 83 départements découpés chacun en six à neuf districts eux-mêmes découpés en cantons regroupant des communes. Les districts, tout comme les départements, sont le siège d’une administration d’État et constituent à ce titre des circonscriptions administratives. La commune de Huisseau-sur-Mauves est alors incluse dans le canton de Huisseau, le district de Beaugency et le département du Loiret.
La recherche d’un équilibre entre la volonté d’organiser une administration dont les cadres permettent l’exécution et le contrôle des lois d’une part, et la volonté d’accorder une certaine autonomie aux collectivités de base (paroisses, bourgs, villes) d’autre part, s’étale de 1789 à 1838. Les découpages territoriaux évoluent ensuite au gré des réformes visant à décentraliser ou recentraliser l'action de l'État. La régionalisation fonctionnelle des services de l'État (1945-1971) aboutit à la création de régions. L'acte I de la décentralisation de 1982-1983 constitue une étape importante en donnant l'autonomie aux collectivités territoriales, régions, départements et communes. L'acte II intervient en 2003-2006, puis l'acte III en 2012-2015. Parallèlement l'État se réforme périodiquement. La réforme de l’administration territoriale de l’État (RéATE), entrée en vigueur au 1er janvier 2010 et issue de la révision générale des politiques publiques (RGPP) est une des grandes réformes visant à simplifier l'organisation de l’État.
Le tableau suivant présente les rattachements, au niveau infra-départemental, de la commune de Huisseau-sur-Mauves aux différentes circonscriptions administratives et électorales ainsi que l'historique de l'évolution de leurs territoires.
| Circonscription             | Nom                | Dernière période | Type de circonscription      | Évolution du découpage territorial |
| --------------------------- | ------------------ | ---------------- | ---------------------------- | --- |
| District                    | Beaugency          | 1790-1795        | Administrative               | La commune est rattachée au district de Beaugency de 1790 à 1795,. La Constitution du 5 fructidor an III, appliquée à partir de vendémiaire an IV (1795) supprime les districts, rouages administratifs liés à la Terreur, mais maintient les cantons qui acquièrent dès lors plus d'importance. |
| Canton                      | Huisseau           | 1790-1801        | Administrative et électorale | En 1790, lors de la création des cantons, districts et départements, la commune de Huisseau-sur-Mauves est rattachée au canton de Huisseau. Les cantons sont supprimés, en tant que découpage administratif, par une loi du 26 juin 1793, et ne conservent qu'un rôle électoral. Ils permettent l’élection des électeurs du second degré chargés de désigner les députés. Ils acquièrent une fonction administrative avec la disparition des districts en 1795. |
| Canton                      | Méun               | 1801-2015        | Administrative et électorale | Sous le Consulat, un redécoupage territorial visant à réduire le nombre de justices de paix ramène le nombre de cantons dans le Loiret de 59 à 31. Huisseau-sur-Mauves est alors rattachée au canton de Méun par arrêté du 9 vendémiaire an X (30 septembre 1801),. |
| Canton                      | Meung-sur-Loire    | 2015-            | Électorale                   | La loi du 17 mai 2013 et ses décrets d'application publiés en février et mars 2014 introduisent un nouveau découpage territorial pour les élections départementales. La commune est alors rattachée au canton de Meung-sur-Loire. Depuis cette réforme, plus aucun service de l'État n'exerce sa compétence sur un territoire s'appuyant sur le nouveau découpage cantonal. Le canton a disparu en tant que circonscription administrative de l'État ; il est désormais uniquement une circonscription électorale dédiée à l'élection d'un binôme de conseillers départementaux siégeant au conseil départemental. |
| Arrondissement              | Orléans            | 1801-            | Administrative               | Huisseau-sur-Mauves est rattachée à l'arrondissement d'Orléans depuis sa création en 1801,. |
| Circonscription législative | 2e circonscription | 2010-            | Électorale                   | Lors du découpage législatif de 1986, le nombre de circonscriptions législatives passe dans le Loiret de 4 à 5. Un nouveau redécoupage intervient en 2010 avec la loi du 23 février 2010. En attribuant un siège de député « par tranche » de 125 000 habitants, le nombre de circonscriptions par département varie désormais de 1 à 21,. Dans le Loiret, le nombre de circonscriptions passe de cinq à six. La réforme n'affecte pas Huisseau-sur-Mauves qui reste rattachée à la deuxième circonscription. |

#### Collectivités de rattachement
La commune de Huisseau-sur-Mauves est rattachée au département du Loiret et à la région Centre-Val de Loire, à la fois circonscriptions administratives de l'État et collectivités territoriales.

### Politique et administration municipales

#### Conseil municipal et maire
Depuis les élections municipales de 2014, le conseil municipal  de Huisseau-sur-Mauves, commune de plus de 1 000 habitants, est élu au scrutin proportionnel de liste à deux tours (sans aucune modification possible de la liste),  pour un mandat de six ans renouvelable. Il est composé de 19 membres. L'exécutif communal, est constitué par le maire, élu par le conseil municipal, parmi ses membres, pour un mandat de six ans, c'est-à-dire pour la durée du mandat du conseil.
| Période                                  | Période   | Identité               | Étiquette | Qualité |
| ---------------------------------------- | --------- | ---------------------- | --------- | --- |
| mars 1983                                | juin 1995 | Guy Blanchard          |           | Chevalier dans l'Ordre National du Mérite (2003) Vice-Président de l'Association des Anciens Maires du Loiret (2000-2015) |
| juin 1995                                | mai 2008  | Christine Lescault     |           | Directrice de société |
| mai 2008                                 | mai 2014  | Pierre Brechenmacher   |           | |
| mars 2014                                | En cours  | Jean-Pierre Bothereau, |           | Ancien agriculteur exploitant                                                                                             |
| Les données manquantes sont à compléter. |           |                        |           | |

## Équipements et services

### Environnement

#### Gestion des déchets
Au 31 décembre 2016, la commune est membre du syndicat mixte intercommunal pour le ramassage et le traitement des ordures ménagères (SMIRTOM) de la région de Beaugency, créé en 1971. Celui-ci assure la collecte et le traitement des ordures ménagères résiduelles en porte à porte, des emballages ménagers recyclables en porte à porte ou en points d’apport volontaire, du verre en points d’apport volontaire et des papiers en points d’apport volontaire
. Un réseau de sept déchèteries accueille les encombrants et autres déchets spécifiques (déchets verts, déchets dangereux, gravats, ferraille, cartons…). Les déchèteries les plus proches de la commune sont situées sur les communes de Saint-Ay et Meung-sur-Loire. L'élimination et la valorisation énergétique des déchets est effectuée dans l'UIOM de Saran depuis 1996, exploitée par la société Orvade, filiale du groupe Véolia, par délégation de service de la communauté urbaine Orléans-Métropole.
Depuis le 1er janvier 2017, la « gestion des déchets ménagers » ne fait plus partie des compétences de la commune mais est une compétence obligatoire de la communauté de communes des Terres du Val de Loire, en application de la loi NOTRe du 7 août 2015. Dans ce nouveau cadre, le préfet du Loiret indique dans un courrier du 28 décembre 2016 aux présidents des communautés de communes concernées que le SMIRTOM de la région de Beaugency sera dissout le 30 juin 2017.

#### Production et distribution d'eau
Le service public d’eau potable est une compétence obligatoire des communes depuis l’adoption de la loi du 30 décembre 2006 sur l’eau et les milieux aquatiques. Au 31 décembre 2016, la production et la distribution de l'eau potable sur le territoire communal sont assurées par le syndicat intercommunal d'alimentation en eau potable d'Huisseau-sur-Mauve - Gémigny, un syndicat créé en 1965 desservant cinq communes : Coulmiers, Gémigny, Huisseau-sur-Mauves, Rozières-en-Beauce et Saint-Sigismond,,.
La loi NOTRe du 7 août 2015 prévoit que le transfert des compétences « eau et assainissement » vers les communautés de communes sera obligatoire à compter du 1er janvier 2020. Le transfert d’une compétence entraîne  de  facto la mise à disposition gratuite de plein droit des biens, équipements et services publics utilisés, à la date du transfert, pour l'exercice de ces compétences et la substitution de la communauté dans les droits et obligations des communes,.

#### Assainissement
La compétence assainissement, qui recouvre obligatoirement la collecte, le transport et l’épuration des eaux usées, l’élimination des boues produites, ainsi que le contrôle des raccordements aux réseaux publics de collecte, est assurée  par la commune elle-même.
La commune est raccordée à une station d'épuration située sur le territoire communal, mise en service le 1er janvier 1981 et dont la capacité nominale de traitement est de  1 000 EH, soit 200 m3/jour. Cet équipement utilise un procédé d'épuration biologique dit « à boues activées ». Son exploitation est assurée en 2017 par Huisseau-sur-Mauves,.
L’assainissement non collectif (ANC) désigne les installations individuelles de traitement des eaux domestiques qui ne sont pas desservies par un réseau public de collecte des eaux usées et qui doivent en conséquence traiter elles-mêmes leurs eaux usées avant de les rejeter dans le milieu naturel. Depuis le 1er janvier 2017, la Communauté de communes des Terres du Val de Loire assure le service public d'assainissement non collectif (SPANC), après la fusion des communautés de communes  du Val des Mauves, du Canton de Beaugency, du Val d'Ardoux et de la Beauce oratorienne située dans le Loir-et-Cher qui l'assuraient auparavant. Celui-ci a pour mission de vérifier la bonne exécution des travaux de réalisation et de réhabilitation, ainsi que le bon fonctionnement et l’entretien des installations.

## Population et société

### Démographie
L'évolution du nombre d'habitants est connue à travers les recensements de la population effectués dans la commune depuis 1793. Pour les communes de moins de 10 000 habitants, une enquête de recensement portant sur toute la population est réalisée tous les cinq ans, les populations de référence des années intermédiaires étant quant à elles estimées par interpolation ou extrapolation. Pour la commune, le premier recensement exhaustif entrant dans le cadre du nouveau dispositif a été réalisé en 2005.
En 2022, la commune comptait 1 754 habitants, en évolution de +5,6 % par rapport à 2016 (Loiret : +1,89 %, France hors Mayotte : +2,11 %).
| 1793  | 1800  | 1806  | 1821  | 1831  | 1836  | 1841  | 1846  | 1851  |
| ----- | ----- | ----- | ----- | ----- | ----- | ----- | ----- | ----- |
| 1 275 | 1 266 | 1 247 | 1 300 | 1 383 | 1 332 | 1 452 | 1 507 | 1 480 |

| 1856  | 1861  | 1866  | 1872  | 1876  | 1881  | 1886  | 1891  | 1896  |
| ----- | ----- | ----- | ----- | ----- | ----- | ----- | ----- | ----- |
| 1 482 | 1 495 | 1 474 | 1 440 | 1 359 | 1 278 | 1 261 | 1 282 | 1 308 |

| 1901  | 1906  | 1911  | 1921  | 1926  | 1931  | 1936 | 1946 | 1954 |
| ----- | ----- | ----- | ----- | ----- | ----- | ---- | ---- | ---- |
| 1 217 | 1 184 | 1 148 | 1 069 | 1 081 | 1 076 | 928  | 900  | 875  |

| 1962 | 1968 | 1975 | 1982  | 1990  | 1999  | 2005  | 2006  | 2010  |
| ---- | ---- | ---- | ----- | ----- | ----- | ----- | ----- | ----- |
| 891  | 827  | 960  | 1 266 | 1 669 | 1 648 | 1 623 | 1 616 | 1 638 |

| 2015  | 2020  | 2022  | - | - | - | - | - | - |
| ----- | ----- | ----- | - | - | - | - | - | - |
| 1 672 | 1 728 | 1 754 | - | - | - | - | - | - |

### Enseignement
Huisseau-sur-Mauves est situé dans l'académie d'Orléans-Tours et dans la circonscription d'Orléans sud-ouest. La commune possède une école maternelle et une école primaire.

## Jumelages
Scheibenberg (Allemagne)

## Culture locale et patrimoine

### Lieux et monuments
- L’église Saint-Pierre-aux-Liens, contenant Le pèlerin, sculpture en bois du XVIIe classée Monument historique au titre d'objet depuis le 5 mars 1970[111].
- Le château de Huisseau-sur-Mauves, datant des XIIe, XVe et XVIIIe siècles. Les façades, côtés et toitures du château, la poterne et les douves sont inscrits à l’inventaire supplémentaire des monuments historiques : arrêté du 14 octobre 1970[112].  Le baron René de Witte, petit fils de l'archéologue Jean de Witte, publia en 1911 ses recherches dans une monographie dressant l'histoire du village, du château, des familles l'ayant habité du Moyen Âge à la Révolution[113].
- Le château de Montpipeau appartint aux Rochechouart de Mortemart mais a entièrement disparu, détruit à la Révolution : il ne reste que les tours de Favéant, vestiges du mur d'enceinte[114],[115].
- Le moulin à eau de Flit (ou Flix selon les sources), datant de 1850 y compris son mécanisme, le four à pain et le bief, à l’exclusion des constructions adventices sur le pignon Nord et la façade Ouest, sont inscrits à l’inventaire supplémentaire des monuments historiques par l'arrêté du 18 mars 1991[116]. Cependant, le moulin ne se visite pas; le lieu est à l'abandon.

### Personnalités liées à la commune
- Léon Pellé (1881-1963), agriculteur et homme politique français sous la Troisième République, a exercé la fonction de maire de Huisseau-sur-Mauves et est décédé dans la commune. Député du Loiret ayant voté les pleins pouvoirs au Maréchal PETAIN en juin 1940, il sera frappé d' "indignité nationale".
- Guy BLANCHARD (1948 - )  Elu Maire de HUISSEAU sur MAUVES en mars 1983, 3 ans seulement après s'y être établi, il assura 2 mandats de Maire, de 1983 à 1995, pendant lesquels il assura tout particulièrement la modernisation de cette Commune rurale : construction de l’École Maternelle, du Restaurant scolaire, de la Salle des Fêtes, rénovation complète de la Mairie et du centre-bourg. Directeur à la Chambre Régionale de Commerce et d'Industrie CENTRE où, de 1978 à 2012, il a créé et développé le Département COMMERCE INTERNATIONAL, il a été nommé Chevalier dans l'Ordre National du Mérite au titre du Ministère du Commerce Extérieur en 2003 et décoré par Jean-Pierre RAFFARIN, Premier Ministre.